# ياباني في مكة (مذكرات)

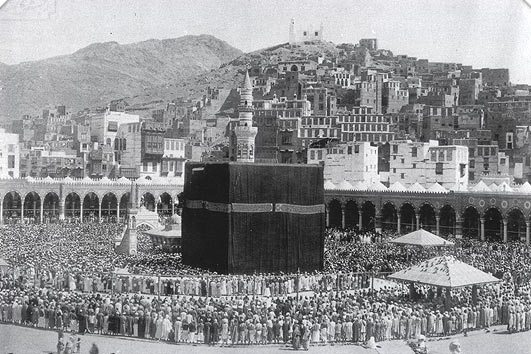
صورة للمسجد الحرام عام 1907

ياباني في مكة هي مذكرات للكاتب الياباني، تاكيشي سوزوكي (غير اسمه بعد إسلامه إلى محمد صالح)، نشرت لأول مرة عام 1943 باللغة اليابانية، ونقلها إلى العربية سمير عبد الحميد إبراهيم وسارة تاكاهاشي عام 1999م عن مكتبة الملك عبدالعزيز، وتوثق المذكرات الحياة في الأراضي المقدسة عند المسلمين، من وجهة نظر يابانية في ثلاثينيات القرن الـ 20. وتدخل تحت نمط "أدب الرحلات".
ويأتي كتاب "ياباني في مكة"، كثالث أقدم وثيقة لأدب الرحلات، التي كتبها يابانيون قصدوا مكة المكرمة للحج، حيث يعد عمر ميتسو تارو ياماوكا أول من كتب ذكرياته في رحلة الحج عام 1909 بعنوان "رحلة عبر الجزيرة العربية"، ولحقه الياباني تانكا إيبيه عام 1924 بكتابه "الحج في الإسلام.. السحاب الأبيض الطافي على صفحة الأفق".
يتناول سوزوكي في مذكراته رحلته الثالثة إلى مكة المكرمة عام 1937، ويشير إلى بعض الأحداث التي التقطها في رحلتيه السابقتين (عام 1935 و 1937)، واعتمد المؤلف على مشاهداته العينية وعلى ما سمعه من أخبار، وبدأ كتابه بمقدمة عن الإسلام، ثم بمقدمة أخرى عن رحلتها ذاته إلى مكة والمشاعر المقدسة، وتناول الجوانب الجغرافية والمناخية والاجتماعية والثقافية والاقتصادية والعمرانية. كما دون شهادته حول لقائه بمؤسس المملكة العربية السعودية الحديثة، الملك  عبدالعزيز آل سعود.

## عن الكتاب
يبدأ سوزوكي كتابه بمقدمة عن الدين الإسلامي، وأورد أن عدد معتنقيه وصل إلى 340 مليون نسمة عام 1938، مشيراً إلى الاهتمام الأوروبي بالدين الإسلامي والدراسات التي تناولته، ومحاولتهم فهمه، وانتشاره الكبير في وتأثيره على دول شرق آسيا، إلا أنه يستدرك بالقول أن "الناس في بلادي لا يريدون بل لا يرغبون في التعرف إلى الإسلام".
ويستعرض الأحداث التاريخية التي حصلت بعد الحرب العالمية الأولى من وقوع إندونيسيا تحت سيطرة بلاده اليابان، وعمله في جزيرة سيليبز (منادو) الإندونيسية، ليجد نفسه حينها، وهو ابن الـ 24 عاماً، مجذوباً إلى الدين الذي يدين به 90% من سكان البلد الجديدة الخاضعة لطوكيو. وبدأ بالتعمق فهم الإسلام، حتى يتمكن من إقامة علاقة طيبة مع الإندونيسيين، إلا أنه اعتنق الدين الإسلامي.
ويسرد في مقدمته الثانية معلومات توضيحية حول أركان الإسلام الخمس قبل أن يشرع في كتابة بابه الأول تحت عنوان "الأرض المقدسة.. أرض أحلامي"، الذي يستهله بسرد تفاصيل رحلته من ميناء كوبيه اليابانية، وتحايله للدخول إلى مصر، التي لم تعترف بمنشوريا (شمال شرق الصين) كبلد مستقل، وهي البلد التي رافق سوزوكي بعثتها إلى الحج. وركوبه سفينة من مصر إلى السعودية.
ويبدأ في بابه الثاني "الوصول إلى صحراء جزيرة العرب" ، ليسرد تفاصيل رحلته إلى مكة المكرمة التي قدم إليها من بوابة مدينة جدة الساحلية، مروراً بمحافظة بحرة، ويتناول في بابه الثالث الذي حمل عنوان "الحرم المكي المقدس" تفاصيل أداءه للشعيرة الإسلامية ويتطرق إلى مشاهد اجتماعية، من عادات وتقاليد كالزواج عند العرب والطهي ومكانة النخيل والتمور.
في الباب الرابع الذي حمل عنوان "الوقوف على عرفات.. العيد الكبير" يشير إلى مشهد الحج المهيب وبلوغ عدد الحجاج 200 ألف حاج، ورحلة الحج. وفي الباب الخامس (حماس شعوب أمة الإسلام)، يسرد تفاصيل لقائه بالملك السعودي، عبدالعزيز آل سعود، بعد أن وصلته دعوة منه في الـ 11 من شهر ذي الحجة. وقابله مع وفود من الحجاج، ويرى الحاج الياباني أن ابن سعود  "بطل منذ أن كان صغيراً، ووحد الجزيرة العربية في ظل حكومة مركزية، وزعيم سياسي بارع أكسبته مصاعب الصحراء حنكة، وشكلت شخصيته القديرة؛ وهو ما مكنه من توحيد مناطق صحراوية شاسعة، كان من الصعب توحيدها".
ويشير إلى الحاج الياباني إلى المؤتمر الديني الذي يصفه بـ"أهم حدث خلال الحج"، والاتجاهات الدينية داخل المؤتمر. وفي الباب السادس (بلوغ المرام)، يسرد حكاية عودته إلى بلاده والرحيل من جدة وتفاصيل الحجر الصحي والمنتجات اليابانية في السعودية.